# 滋賀県道343号甲南インター線
滋賀県道343号甲南インター線（しがけんどう343こうなんインターせん）は、滋賀県甲賀市を通る一般県道である。

## 概要
甲賀市甲南町新治の滋賀県道337号柑子塩野線から新名神高速道路の関西地域で初の地域活性化インターチェンジの甲南ICに至る。全線が自動車専用道路に指定されている。

### 路線データ
- 起点：甲賀市甲南町新治[2]（字砂山517番1地先[3]：甲南IC口交差点、滋賀県道337号柑子塩野線交点）
- 終点：甲賀市甲南町新治（杉山字都谷2933番1地先[3]：甲南インター[2]）

## 歴史
- 2004年（平成16年）10月1日 - 滋賀県告示第626号により県道甲賀土山インター線と共に県道に認定[2]。
- 2009年（平成21年）3月20日 - 新名神高速道路 甲南ICの開通に伴い供用開始[4]。

## 地理

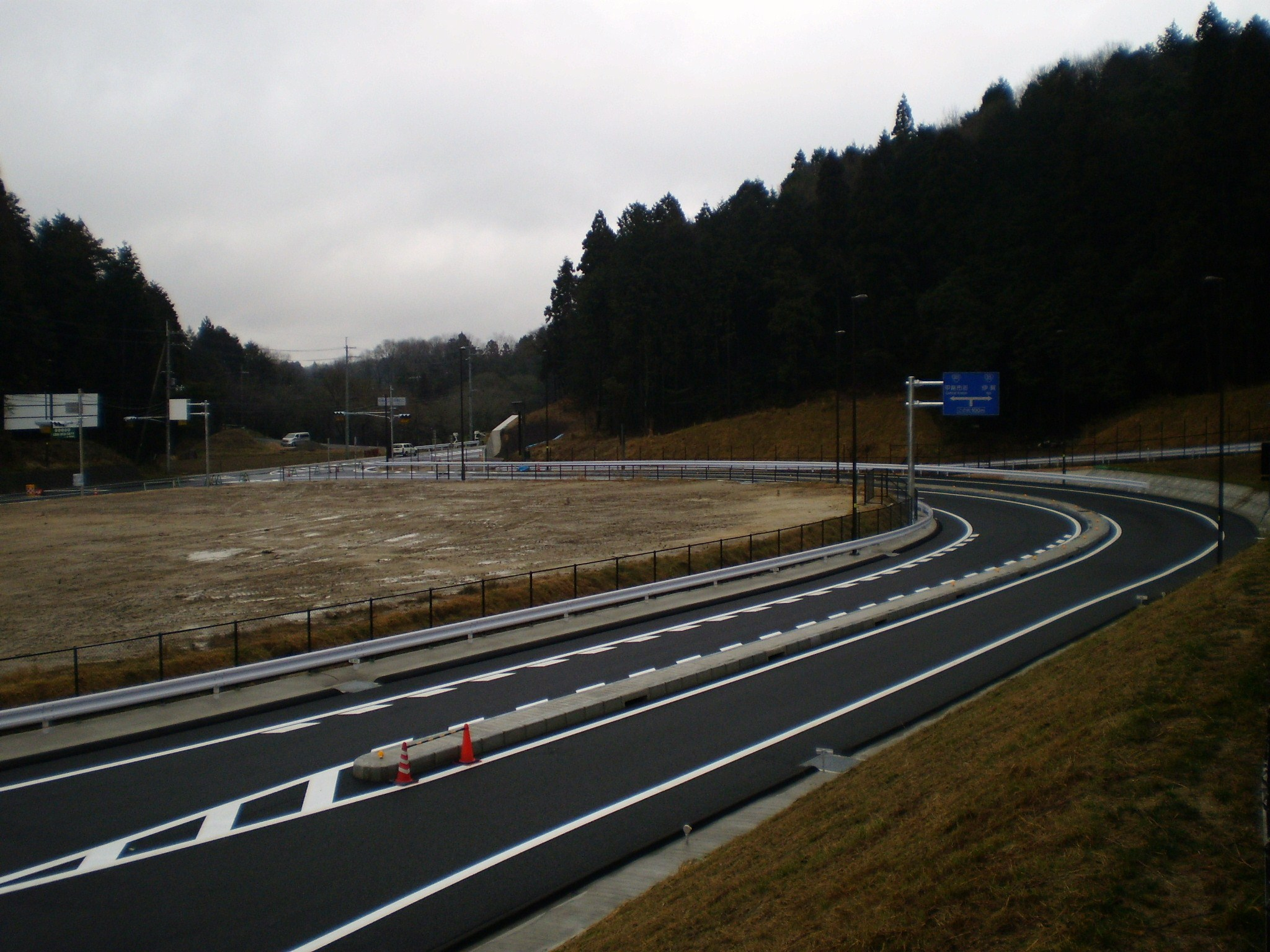
中央左の交差点は滋賀県道337号柑子塩野線との甲南IC口交差点

### 通過する自治体
- 滋賀県
  - 甲賀市

### 交差する道路
| 交差する道路                                      | 交差する場所 | 交差する場所          |
| ------------------------------------------------- | ------------ | --------------------- |
| 滋賀県道337号柑子塩野線 甲賀広域営農団地農道 重複 | 甲南町新治   | 甲南IC口交差点 / 起点 |
| E1A 新名神高速道路                                | 甲南町新治   | 5 甲南IC / 終点       |

### 沿線
- 磯尾川（起点付近）
- 杉谷川（起点付近）